# Rush
Rush je bio kanadski rock sastav osnovan u kolovozu 1968. godine. Sastav Rush se smatra jednima od začetnika progresivnog rocka, te su mnogo pridonijeli popularizaciji žanra tijekom 1970-ih, također inspirirajući mnoge poznate sastave poput Dream Theatera, Symphony X i Metallice. Sastav je poznat po svojim tekstovima povezanim s fikcijom, fantazijom, libertarijanizmom, te socijološkim, političkim i emocionalnim problemima. Sastav je tijekom godina mijenjao svoj žanr, počevši od heavy metala ispiriranog blues glazbom, a zatim mijenjajući svoj stil tijekom narednih godina, okrećući se sve više prema hard rocku i eksperimentirajući s progresivnim rockom. Rush je osvojio mnoge glazbene nagrade, te su i 1994. godine uvršteni u kanadsku glazbenu kuću slavnih. 
Posljednji album sastav je izdao 2012. godine, naslovljen Clockwork Angels. Rush se smatra za jedne od najuspješnijih rock sastava, s više od 40 milijuna prodanih albuma diljem svijeta.

## Diskografija
Studijski albumi
- Rush (1974.)
- Fly by Night (1975.)
- Caress of Steel (1975.)
- 2112 (1976.)
- A Farewell to Kings (1977.)
- Hemispheres (1978.)
- Permanent Waves (1980.)
- Moving Pictures (1981.)
- Signals (1982.)
- Grace Under Pressure (1984.)
- Power Windows (1985.)
- Hold Your Fire (1987.)
- Presto (1989.)
- Roll the Bones (1991.)
- Counterparts (1993.)
- Test for Echo (1996.)
- Vapor Trails (2002.)
- Feedback (2004.)
- Snakes & Arrows (2007.)
- Clockwork Angels (2012.)